# Fernando Romanos
Fernando Romanos Hernando (Zaragoza, 1963) es un escritor español e investigador de las variedades vivas del aragonés. Doctor en Lingüística Hispánica por la Universidad de Zaragoza y máster en lenguas aplicadas realizó su tesis doctoral sobre el dialecto cheso hablado en el Valle de Echo (Huesca).
Vinculado desde hace años al Valle de Chistau participa activamente en la vida social de Sobrarbe. Ha realizado investigaciones sobre la lengua aragonesa y ha impartido clases en entidades públicas como la Universidad Popular de Zaragoza o privadas como Nogará, el Consello d'a Fabla Aragonesa,o el Ligallo de Fablans de l'Aragonés, entidad de la cual fue fundador.
Ha dirigido proyectos europeos Europa FEDER-Interreg Dezaga d'es Perineus: replegar una cultura d'a parola de formación en materia de lenguas minoritarias entre l'aragonés y el gascón y POCTEFA-Interreg Culturas Pirenaicas y Nuevas Tecnologías para crear una fonoteca transfronteriza en espacio virtual con grabaciones de aragonés y de gascón y la edición de un diccionario cuatrilingüe aragonés, gascón, francés, español.
Profesor de Secundaria desde 1998 y profesor asociado de la Universidad de Zaragoza desde 2016.
Desde 2013 hasta 2024 ha coordinado la sección de aragonés del Heraldo Escolar "aprender y conoixer l'aragonés".

## Obras

### Ensayo
Fernando Romanos es autor (solo o con otros autores) de obras de investigación sobre dialectología aragonesa: 
- Al límite: la pervivencia del aragonés en las comarcas del norte de Zaragoza.
- L'aragonés de A Fueba: bocabulario y notas gramaticals (chunto con Fernando Sánchez)
- Fraseología del Chistabín (junto con Fernando Blas)
- El aragonés de Baixo Peñas (junto con Fernando Blas)
- Dizionario Aragonés: Chistabín-Castellano (junto con Fernando Blas). Este trabajo, publicado en 2008, obtuvo en 1999 una mención especial en el premio Marqués de Lozoya del Ministerio de Cultura.
- Más d'antes en Sarabillo. Bida y Parlaje (junto a Joaquina Guillén). Rolde de Estudios Aragoneses (2010).
- Casos Prácticos de FOL Stylodigital (2013).
- Legislación de Trabajo Social y Servicios Sociales Stylodigital (2014).
- Manual Oposiciones Trabajo Social" Stylodigital (2015)
- Diccionario aragonés Edicions Transiberiano (2016)
- Elaboración y defensa de una programación didáctica en FP Stylodigital (2019)
- Diccionario de fraseolochía basica de l'aragonés Edicions Transiberiano (2025) (junto con Chabier Tierz)
- Troncedo, aragonés fovano: léxico y gramática Edicions Transiberiano (2025)

También es autor de artículos en revistas, como Modismos y expresiones con el verbo Fer en Chistabín, El aragonés residual de Tardienta, Belsetán a ixambre, La frontera del perifrástico en aragonés Aragonés ribagorzano: lesico emplegau en a obra de Pablo Recio, O parlache de Tella: aragonés del Alto Sobrarbe, léxico de Aldea, Clamosa y Puicinca.

### Literatura
En el plano literario, ha ganado premios por narraciones cortas como "Es bulturnos" (1982),"Baixo l'augua" (1984), "O lupo saputo". (1985),  "Farto" (1987), "Barucas pegallosas" (1988). 
Consiguió el premio Arnal Cavero en 2005 con el libro de poemas "Baixo a mirada de Os Fustez" y el Premio "Ziudá de Balbastro" en 2010 con la novela "Alas de Papel. Gernika, 1937." En 2011 ganó la XIV edición del Concurso de coplas aragonesas en aragonés organizado por el Ayuntamiento de Zaragoza, con la colección titulada Versos ta ella En 2012 gana el accésit José Antonio Labordeta del Premio Fogaril, con el relato en chistabín "la princesa de la basa". En 2014 gana el segundo premio de coplas en aragonés XIVII Concurso de coplas aragonesas en aragonés (2013) con la obra "Tafaniando de diaplerons". Igualmente en 2013 el premio del CIT Chistau con la obra "El ferrer de Serveto".

### Creación audiovisual
Es autor de obras audiovisuals como "Patrimonio Lingüístico en Alta Zaragoza" y "Patrimonio Lingüísticoen Agüero" producidas y dirigidas por Eugenio Monesma, y "Patrimonio Lingüísticoen a Bal de Tena", "O dia d'o traje d'Ansó", "La falleta y el diya d'a cultura chistabina", "De Fago a Erisué: archivo audiovisual del aragonés", "l'aragonés de Fonz", "Patrimonio lingüístico en Ribagorza" (estos cinco últimos junto con Fernando Blas). Fernando Romanos y Fernando Blas dirigen el Archivo Audiovisual de l'Aragonés, un proyecto de investigación y grabación en video digital de las variedades vivas del aragonés por medio de testimonios de personas que hoy usan esta lengua de forma patrimonial en el norte de Aragón.